# Nguyễn Phúc Miên Chí
Nguyễn Phúc Miên Chí (hoặc Trí) (chữ Hán: 阮福綿寘; 20 tháng 9 năm 1836 – 18 tháng 12 năm 1888), tước phong Vĩnh Lộc Quận công (永祿郡公), là một hoàng tử con vua Minh Mạng nhà Nguyễn trong lịch sử Việt Nam.

## Tiểu sử
Hoàng tử Miên Chí sinh ngày 10 tháng 8 (âm lịch) năm Bính Thân (1836), là con trai thứ 73 của vua Minh Mạng, mẹ là Ngũ giai Lệ tần Nguyễn Thị Thúy Trúc. Ông là người con thứ sáu của bà Lệ tần. Khi ra ở phủ riêng, hoàng tử Miên Chí học thông các kinh sử, nghĩa lớn có thể hiểu được.
Năm Minh Mạng thứ 21 (1840), vua cho đúc các con thú bằng vàng để ban thưởng cho các hoàng thân anh em, các hoàng tử công và hoàng tử chưa được phong tước. Hoàng tử Miên Chí được ban cho một con voi bằng vàng nặng 3 lạng 2 đồng cân.
Năm Tự Đức thứ 5 (1852), ông được sách phong làm Vĩnh Lộc Quận công (永祿郡公).
Năm Tự Đức thứ 28 (1875), quận công Miên Chí vay nợ kho Nghĩa thương 1000 quan tiền để sửa chữa phủ đệ, mới một tháng mà đã tiêu xài hết cả, lại xin lĩnh lương trước 2, 3 năm, quan phủ Tôn Nhân là Miên Định, đồng thời cũng là anh thứ ba của ông, lấy lý răn bảo, sợ ông không phục tình, Miên Định bèn đem việc ấy hặc tâu. Vua bảo rằng: “Nhà người ta phàm việc còn có cha anh, không dạy lỗi ở huynh trưởng, trong luật đã có điều rõ. Vương công phải sửa mình cho người noi theo, sao không phục tình, cho được dạy răn chỉ cốt thỏa đáng mà thôi”.
Năm Đồng Khánh thứ 3, Mậu Tí (1888), ngày 16 tháng 11 (âm lịch), quận công Miên Chí mất, thọ 53 tuổi, thụy là Cung Lượng (恭亮). Tẩm mộ của ông được táng tại sườn đông bắc của núi Ngự Bình (thuộc phường An Cựu), còn phủ thờ dựng ở xã An Quán (Hương Trà, Huế).
Quận công Miên Chí có 13 con trai và 18 con gái. Ông được ban cho bộ chữ Lập (立) để đặt tên cho các con cháu trong phòng. Con trai thứ hai của ông với người vợ thứ là công tử Hồng Cạnh tập phong làm Kỳ ngoại hầu (畿外侯). Công tử Hồng Cạnh trước đây qua lại với người thông ngôn ở sứ quán Pháp để mượn tiền. Tôn nhân phủ đem việc đó tâu lên vua Tự Đức, Hồng Cạnh bị phạt 80 trượng, quận công Miên Chí bị phạt 1 năm bổng lộc.